# Директива 2002/58/ЕС
Директива 2002/58/ЕС, официальное название Директива Европейского Парламента и Совета Европейского Союза 2002/58/ЕС от 12 июля 2002 г. «в отношении обработки персональных данных и защиты конфиденциальности в секторе электронных средств связи (Директива о конфиденциальности и электронных средствах связи)» (англ. Directive 2002/58/EC of the European Parliament and of the Council of 12 July 2002 concerning the processing of personal data and the protection of privacy in the electronic communications sector (Directive on privacy and electronic communications)) — нормативный акт, который регулирует порядок соблюдения прав и свобод физических лиц в связи с обработкой их персональных данных и в особенности их прав на конфиденциальность для обеспечения свободного движения потока информации о персональных данных в Евросоюзе. Документ был принят 12 июля 2002 года в Брюсселе Европарламентом и Советом Европейского союза и вступил в силу 31 июля 2002 года.

## История создания
Защита личных данных и уважение права на частную жизни является одним из важнейших прав человека. Европейский парламент в своей деятельности подчёркивал необходимость найти равновесие между дальнейшим улучшением безопасности и защитой прав человека, включая защиту данных и конфиденциальность.
Одним из основополагающих нормативных актов Европейского Союза, что регулировали порядок защиты персональных данных была Директива 97/66/EC от 15 декабря 1997 года «об обработке персональных данных и охраны тайны частной жизни в телекоммуникационном сектор, касающаяся использования персональных данных и защиты неприкосновенности частной жизни в сфере телекоммуникаций». В дальнейшем в ответ на технологические изменения на рынке электронной связи и с целью обеспечения надлежащего уровня защиты персональных данных и информации о частной жизни пользователей было принято решение о разработке нового нормативного акта. В результате длительной работы в 2002 году была принята Директивы 2002/58/ЕС, которая заменила собой Директиву 97/66/EC.
Комитет Европейского парламента по гражданским свободам, правосудию и внутренним делам после продолжительной работы пришёл к выводу, что в настоящее время нормы Директивы 2002/58/EC являются «непоследовательными или недостаточно эффективными при защите конфиденциальности и в отношении конфиденциальности электронных коммуникаций».
10 января 2017 года этот орган представил новый документ, который, как предполагается, в скором времени отменит действие Директивы 2002/58/EC вместе с поправками от 2009 году (Директива о файлах cookie).

## Характеристика документа

### Структура
- Преамбула (Whereas п[6]. 1-49);
- Статьи (Articles 1-21)[7][8]

### Задачи
Среди главных задач Директивы 2002/58/ЕС была гармонизация норм и стандартов, которые обеспечивают надлежащий уровень охраны прав, свобод и неприкосновенности частной жизни в электронно-коммуникационном секторе государств-членов ЕС.